# サウスポー (ピンク・レディーの曲)
「サウスポー」は、1978年3月25日にビクター音楽産業からリリースされた日本のアイドルデュオ・ピンク・レディーの7枚目のシングルである。

## 解説

### 音曲・歌詞など
歌詞は「背番号1の凄い奴」「フラミンゴみたいにひょいと一本足」など当時のプロ野球を代表するスター選手だった読売ジャイアンツの王貞治を連想させる野球選手と女性投手が対決するという内容である。この曲を作詞した阿久悠は、発売予定日がプロ野球のペナントレースの開幕が間近に控えた時節であったことと前年に専ら男性社会と思われていたプロ野球界で女性投手が入団し活躍する様子を描いた小説「赤毛のサウスポー」や漫画「野球狂の詩」が大ヒットしたことを材料にしたと当時語っている。
1978年2月22日に行われた兵庫県の川西文化会館での日本テレビ系『スター誕生!』収録にて初披露され、3月12日の同番組にてテレビ初放映された。
一旦は完成されながら「面白みがない」との理由で作り直されたという経緯を経て誕生した曲である。最初にレコーディングされた作品は都倉俊一による案外地味で大人しいミディアムテンポの曲調で、阿久も別の詞をつけていた。しかし、ディレクターの飯田久彦が、レコーディングまで終えた段階になって「これまでの作品に比べ、勢いがなく、面白みがない」と判断、急遽オーダーした都倉の新しい曲を持って来て阿久に歌詞の作り直しを願い出た。プレスの関係で翌日の夜に再レコーディングという予定の中、阿久は深夜から新たな歌詞を創作して当日の午前4時前に完成、都倉による編曲も夕方に完成してレコーディングに間に合った。
阿久は最初の大人しい曲のまま世に出ていたら、ピンク・レディーの人気の失速のきっかけとなっていたかもしれないと回想している。なお作り直し前のものは、CD『続 人間万葉歌　阿久悠作詞集』（ビクターエンタテインメント、VICL-634041～634045）に「サウスポー（未発表バージョン）」として収録されている。
歌詞を書く上でモチーフとなった野球選手は（性別を別にすると）当時クラウンライター・ライオンズ（現・埼玉西武ライオンズ）に所属していた左腕投手・永射保とされる。阿久は前年1977年のオールスターゲーム第2戦（阪急西宮球場）の4回表に全パシフィックの永射が全セントラルの王貞治（読売ジャイアンツ）に対してアンダースローから大きなカーブで空振り三振に仕留めた投球に感銘を受け、この歌詞を書いたという。振り付けの投球フォームがアンダースロー気味なのはそのためである。阿久はこの曲がヒットした後、王に会った際、「僕の歌をありがとう」とお礼を言われたという。最初の歌詞には王を連想させる箇所はなかった。 
振り付けの一部は、月刊明星の読者から公募したものを採用している。

### 売上・受賞
ピンク・レディーとして初のオリコン初登場1位を獲得した。
ピンク・レディーは、この曲で第9回（1978年）「日本歌謡大賞」大賞を受賞し、第4回(1978年)「あなたが選ぶ全日本歌謡音楽祭」ベストアクション賞受賞。また「FNS歌謡祭」優秀歌謡音楽賞も受賞した。
シングルの累計売上は180万枚（公称）。

## 収録曲
1. サウスポー
  - 作詞：阿久悠 / 作曲・編曲：都倉俊一
2. アクセサリー
  - 作詞：阿久悠 / 作曲・編曲：都倉俊一

## 価格
- 発売当時の価格は600円

## カバー
サウスポー
- 少年探偵団 - シングル（EP）『恐怖の人間カラオケ』（1979年）に収録。
- SPEED - 阿久悠トリビュートアルバム『VELFARRE J-POP NIGHT presents DANCE with YOU』（1997年）収録。
- W（辻希美・加護亜依によるユニット） - アルバム『デュオU&U』（2004年）収録。
- チェキッ娘 - 阿久悠トリビュートアルバム『Bad Friends』（2009年）収録でカバー。
- 白石涼子 & 三瓶由布子 - アニメ『夏のあらし!』の挿入歌。『夏のあらし! キャラクターソングアルバム　歌声喫茶方舟』（2009年）収録。
- ピンク・ベイビーズ - シングル『渚のシンドバッド』type-A（2016年）に収録[7]。
- 荒牧陽子 - アルバム『リスペクト！〜私が昭和を歌ったらこんな感じ！〜』（2019年）収録。
- コレナンデ商会 - キーウィとターキーがカバーした。また、店内に防犯カメラを設置した際に、防犯カメラの前で歌ったことがある。

## CMでの使用
- ピンク・レディーが出演した神州一味噌「即席みそ汁」のCMでは、この曲をモチーフにした雰囲気は似てはいるが違う曲が作られ使用された。セット（野球場を模していた）も衣装もこの曲そのままのイメージであるのに曲だけを変えていた。
- ライオン「OCH−TUNE」（2024年4月 - ） - サビの歌詞を変えて使用[8]

## 流用
当時放送されていた「NTV紅白歌のベストテン」では、白組の応援合戦でこの曲を演歌調にアレンジした「演歌サウスポー」が堺正章らによって歌われたことがある。
シングル発売から45年以上経過した現在でも、山本リンダの「狙いうち」（同曲も同じく作詞・阿久悠、作曲・編曲・都倉俊一）などと共に、日本の高校野球の応援歌として定番である。また応援するチームや選手により、様々な脚色が施されている。
2014年からは中日ドラゴンズの私設応援団「中日ドラゴンズ応援団」がチャンステーマとして使用していた。ところが2019年7月、このチャンステーマに含まれる「お前が打たなきゃ誰が打つ」の歌詞の部分に、中日の監督である与田剛から「選手を“お前”と呼ぶのはいかがなものか」という指摘があったことを受けて、球団側が歌詞の一部変更を求めた結果、当面の間当楽曲の使用を自粛することを発表した。
「シャワランきらめきの夏」（「星から来た二人」にコマーシャル・ソング・メドレーの1曲目に収録）で、未発表ヴァージョンのメロディが流用されていた。これは、「続・人間万葉歌〜阿久悠作詞集」に収録（後にSingles Premiumに収録）されて、初めて認知された事である。シャワランのCMでは、後期でもオリジナル・ソングが使われている。これが、未発表曲の存在を期待させる要因である。